# كريس هاريس (سياسي أسترالي)
كريس هاريس (بالإنجليزية: Chris Harris)‏ هو سياسي أسترالي، ولد في 28 يونيو 1951 في أستراليا. حزبياً، نشط في The Greens NSW ‏.